# Mestna kohorta
Mestna kohorta (latinsko cohors urbi) je bila posebna kohorta rimskih legionarjev, ki jo je ustanovil Gaj Avgust Oktavijan. Sprva je obstajala le ena kohorta, pozneje pa je bila enota razširjena v štiri samostojne kohorte. Gaj Avgust Oktavijan jih je ustanovil zaradi pritoževanja rimskega senata nad prisotnostjo pretorijanskih straž v Rimu. Tako so bile mestne kohorte pod poveljstvom senata in namenjene obrambi Rima. Vsaki kohorti je poveljeval praefectus urbi.